# Andrée Viénot

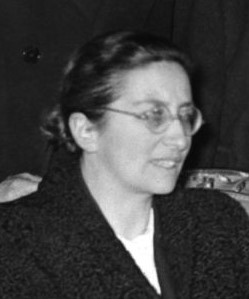
Andrée Viénot, 1946

Andrée Viénot (geboren als Andrée Maria Mathilde Mayrisch am 7. Juni 1901 in Düdelingen; gestorben am 20. Oktober 1976 in Charleville-Mézières) war eine französische sozialistische Politikerin und Résistante. Sie war eine von drei Politikerinnen, die während der Vierten Republik einer Regierung angehörten.

## Leben

### Anfänge
Sie wurde im luxemburgischen Düdelingen geboren; als Tochter von Emil Mayrisch, einem Industriellen und Gründer von ARBED, und Aline Mayrisch de Saint-Hubert, einer Literatin (die u. a. André Gide und Roger Martin du Gard empfing) und zusammen mit Emil Gründerin des luxemburgischen Roten Kreuzes war. Als junge Frau gehörte sie einer pfadfinderähnlichen Gruppe in Düdelingen an, zunächst als Mitglied und später als Leiterin in der religiös ungebundenen Sektion der Fédération française des éclaireuses (Französischer Verband der Pfadfinderinnen).
Sie machte 1918 ihr Abitur und studierte anschließend ein Jahr lang Medizin in der Schweiz. Anschließend schrieb sie sich an der École libre des sciences politiques ein, die sie nach drei Wochen wieder verließ, „weil ihr die Ideen zu sehr vom Liberalismus gefärbt waren“. 1923 machte sie an der London School of Economics and Political Science ihren Bachelor in Volkswirtschaftslehre. In der britischen Hauptstadt begann sie, in sozialistischen Kreisen zu verkehren, die weit entfernt von ihrem familiären Umfeld waren. Im selben Jahr lernte sie bei den Dekaden von Pontigny ihren späteren Ehemann Pierre Viénot kennen. Die von Paul Desjardins gegründeten Dekaden arbeiteten in enger Verbindung mit dem Begegnungszentrum, das Pierre Werner im Schloss Colpach in Luxemburg eingerichtet hatte.
Sie heiratete Pierre Viénot am 18. Juli 1929. Das Paar lebte bis Anfang 1930 in Berlin und zogen dann in die Ardennen, wo Pierre Viénot 1932 zum republikanisch-sozialistischen Abgeordneten für den Bezirk Rocroi gewählt wurde. In Charleville nahm sie ihr Pfadfinderinnen-Engagement in der Fédération française des éclaireuses, section neutre (laïque), wieder auf. Sie war dort Leiterin und örtliche Kommissarin.

### Politik und Zweiter Weltkrieg
Sie trat der führenden sozialistischen Partei Frankreichs, der Section française de l’Internationale ouvrière (SFIO) 1932 bei, ihr Ehemann 1937. Andrée Viénot war Aktivistin bei den Freunden der Arbeiterkinder („Amis de l'Enfance ouvrière“), die den Roten Falken angehörten. Sie war Attaché im Kabinett ihres Mannes, als er während der Volksfront von 1936 Unterstaatssekretär für auswärtige Angelegenheiten in der ersten Regierung von Léon Blum war.
Zu Beginn des Zweiten Weltkriegs ging das Ehepaar an Bord des Passagierschiffs Massilia, das von der nach Bordeaux geflohenen Regierung Reynaud beschlagnahmt worden war. Es sollte Politikern (darunter 27 Parlamentarier) die Ausreise aus Frankreich ermöglichen, um den Krieg gegen Deutschland von Nordafrika aus fortzusetzen. Ihr Mann wurde inhaftiert und schloss sich am 27. April 1943 der Résistance und später den Forces françaises libres in London an, wo er am 20. Juli 1944 an einem Herzinfarkt starb. Andrée Viénot ließ sich in den Alpes-Maritimes nieder, wo sie Widerstandsaktionen durchführte und am heimlichen Wiederaufbau der Sozialistischen Partei beteiligt war. Nach der Befreiung des Départements Ende September 1944 ging sie in die Ardennen.
Sie wurde von der SFIO in die Assemblée consultative provisoire (Vorläufige Beratende Versammlung) in Paris delegiert und im September in den Befreiungsausschuss des Départements.

### Vierte und fünfte Republik
Nach der Befreiung im Mai 1945 wurde Andrée Viénot Generalrätin des Kantons Rocroi. 1946 wurde sie Abgeordnete der Ardennen in der zweiten verfassungsgebenden Versammlung. Im Anschluss daran wurde sie zur Unterstaatssekretärin für Jugend und Sport in der provisorischen Regierung von Georges Bidault und später in der kurzlebigen Regierung von Léon Blum, der ersten Regierung der Vierten Republik, ernannt. Sie war neben Germaine Poinso-Chapuis und Jacqueline Thome-Patenôtre eine von drei weiblichen Mitgliedern der Regierungen der Vierten Republik. Insgesamt bekleidete sie diese Ämter vom 24. Juni 1946 bis zum 22. Januar 1947. 1947 trat sie aus familiären Gründen von ihrem Abgeordnetenmandat zurück.
Ende der 1950er Jahre lehnte sie Guy Mollets Politik im Algerienkrieg (und in der Suezkrise) ab und trat aus der SFIO aus, nachdem der Regierung Mollet am 12. März 1956 Sondervollmachten für Algerien erteilt worden waren. Sie erklärte: „Heute ist es mir nicht mehr möglich, in einer Partei zu bleiben, deren Führer, nachdem sie an die Regierung gekommen waren, nicht nur die den Wählern gegebenen Versprechen, sondern auch ihre gesamte Moral und die gesamte Tradition des Sozialismus verleugnet haben und schließlich, um das Scheitern ihrer Politik in Algerien zu verbergen, in einen Krieg gezogen sind, der trotz aller Fehler Nassers der ganzen Welt als Angriffskrieg erschien“.
Sie unterstützte die Unabhängigkeit Algeriens, insbesondere in der Französischen Liga für Menschenrechte, deren Zentralkomitee sie von Dezember 1958 bis 1970 angehörte. Dort vertrat sie zusammen mit André Philip, Andrée Viollis und ihrem Freund Daniel Mayer eine damals noch minoritäre Position, die das Recht der von Frankreich kolonisierten Völker auf Selbstbestimmung verteidigte. Sie unterzeichnete den Aufruf von 229 Persönlichkeiten in Les Temps Modernes, in dem sie die brutale Unterdrückung der Demonstration vom 17. Oktober 1961 anprangerte. Sie veröffentlichte 1961 im Bulletin der Liga für Menschenrechte eine Analyse der Situation der Algerienfranzosen als „das große Hindernis für den Frieden in Algerien“ und verteidigte die Notwendigkeit, ihre Rückführung würdig vorzubereiten, legte aber dar, dass ihre „Privilegien und erworbenen Rechte“ nicht über die Rechte der Algerier gestellt werden könnten. Sie kämpfte auch in der „Sozialistischen Bewegung für die Vereinigten Staaten von Europa“ (Mouvement socialiste pour les États-Unis d'Europe).
Sie war 1957 an der Gründung der Comités d'action socialiste (Sozialistische Aktionskomitees) beteiligt, die sich bei der Gründung der Parti socialiste autonome (PSA) 1958 mit dieser zusammenschlossen. Als die PSA mit der Union de la gauche socialiste fusionierte, schloss sie sich der Parti socialiste unifié an. Sie war gegen die Gründung der Fünften Republik.

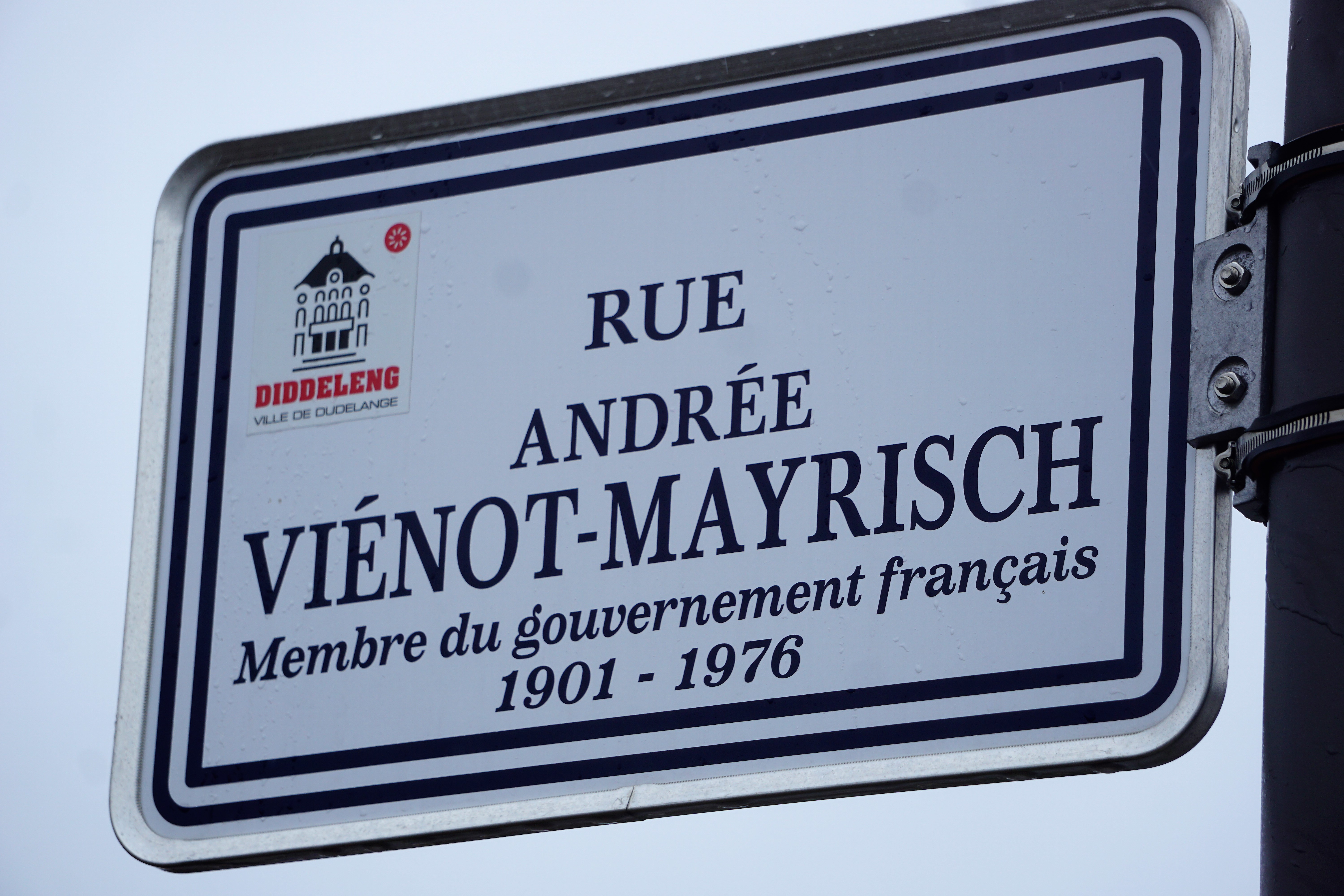
Straße in Düdelingen

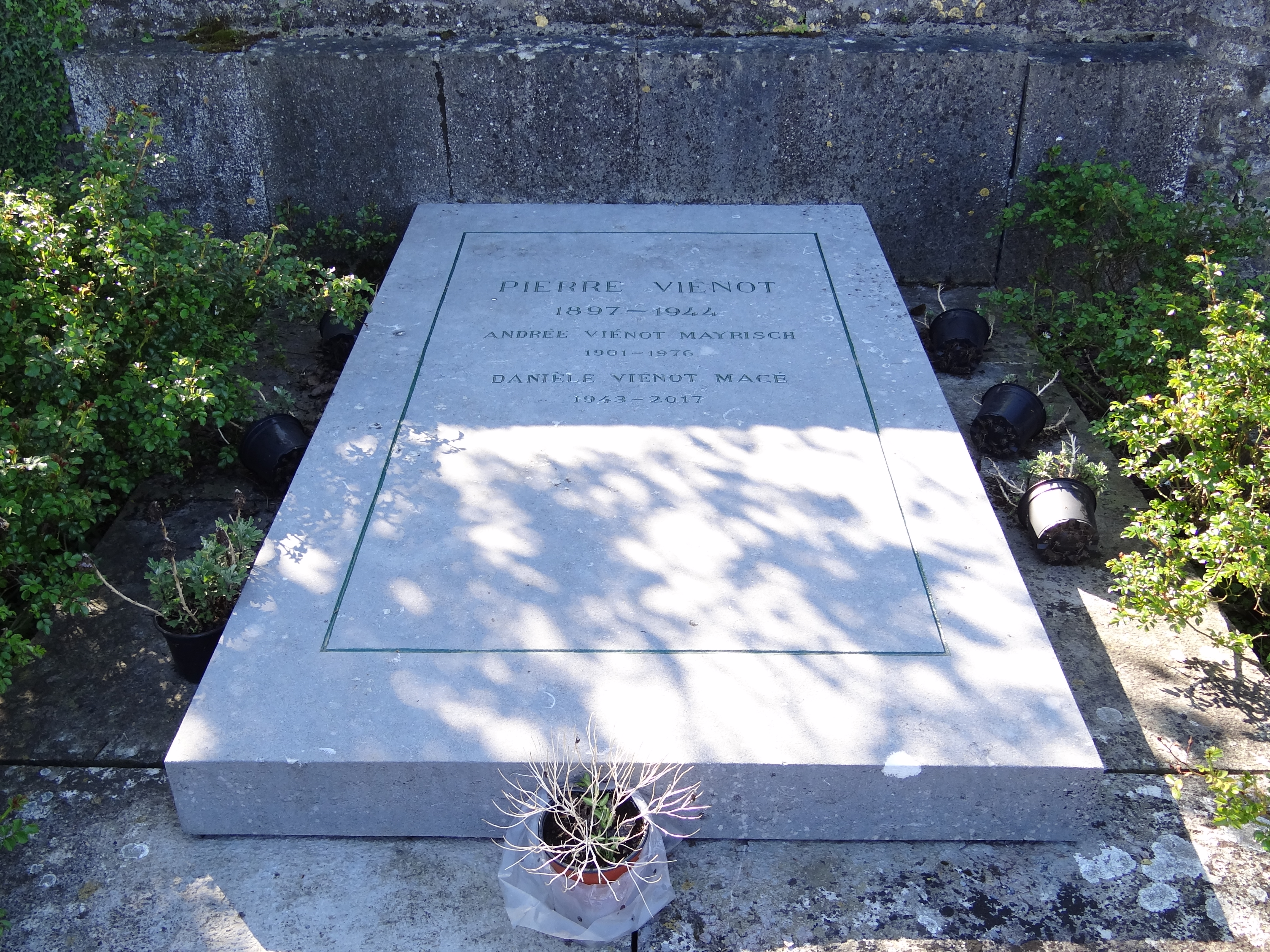
Familiengrab in Chooz

Bei den Senatswahlen 1959 kandidierte sie erfolglos. Sie behielt ihr Mandat als Generalrätin bis 1970 und blieb von ihrer ersten Wahl im Jahr 1953 bis zu ihrem Tod Bürgermeisterin von Rocroi. 1963 empfing sie als Bürgermeisterin General de Gaulle in Rocroi und „grüßte den Führer des Freien Frankreichs, unter dessen Befehlen ihr Mann Frankreich gedient hatte“, während sie ihre Ablehnung des politischen Systems der Fünften Republik bekräftigte. Sie unterstützte die Kandidatur von François Mitterrand bei den Präsidentschaftswahlen 1965. Sie weigerte sich, bei den Parlamentswahlen 1968 zu kandidieren, obwohl ihre Partei sie dazu aufgefordert hatte.
Im Mai 1973 besuchte sie China und starb am 20. Oktober 1976 in Charleville-Mézières. Die Kunstwerke der Familie wurden dem Roten Kreuz vermacht. In vielen Städten in Frankreich sind Straßen und Einrichtungen nach ihr benannt, wie zum Beispiel das Collège Andrée Viénot in Rocroi oder das Schwimmbad in Guyancourt.

## Werke
- Manon Kramp, Charles Meder, Marc Limpach, André Viénot: Andrée Viénot-Mayrisch – Lettres à sa mère. 2023 (a-z.lu).